# Дюронель, Антуан Жан Огюст Анри
Антуан Жан Огюст Дюронель (фр. Antoine Jean Auguste Durosnel; 1771—1849) — французский военный деятель, дивизионный генерал (1809 год), граф (1809 год), участник революционных и наполеоновских войн.

## Биография
Родился в семье Жан-Батиста Анри-дю-Ронеля (фр. Jean-Baptiste Simon Barthélémy Henry-du-Rosnel), начальника одного из отделов военного министерства. Получил отличное образование и в декабре 1783 года поступил на военную службу внештатным в роту шотландских жандармов. 12 января 1792 года зачислен в состав 26-го пехотного полка. 22 апреля 1792 года получил должность адъютанта генерала д’Арвиля. 16 сентября 1793 года был переведён в 16-й конно-егерский полк. С этим полком оказались связаны следующие 13 лет жизни Дюронеля. 19 октября 1796 года — возглавил эскадрон. 27 июля 1799 года встал во главе всего полка. Сражался в составе Рейнской армии, участвовал в кампании 1800 года на территории Германии, отличился в сражениях 5 мая при Мёсскирхе и 3 декабря при Гогенлиндене.
В 1803 году определён в Армию Берегов Океана. 17 июля 1804 года получил почётную должность шталмейстера Императора.
В Австрийской кампании 1805 года действовал в составе бригады лёгкой кавалерии Мийо, отличился при Эмсе и Аустерлице. 24 декабря 1805 года произведён в бригадные генералы. Участвовал в Прусской и Польской кампаниях 1806—1807 годов, с 20 сентября 1806 года командовал бригадой лёгкой кавалерии (7-й и 20-й конно-егерские полки) в составе 7-го корпуса, сражался при Йене, Голымине и Эйлау. После огромных потерь, понесённых 7-м корпусом при Эйлау, Наполеон расформировал его. 28 марта 1807 года бригада Дюронеля вошла в состав дивизии лёгкой кавалерии Лассаля, сражался при Глоттау и Гейльсберге.
В 1808 году сопровождал Императора в Испанию. 24 декабря прославился атакой во главе 400 гвардейских шеволежеров на английскую колонну, которую разбил и опрокинул. 16 апреля 1809 года произведён в дивизионные генералы, и стал адъютантом Императора (оставался до октября 1813 года), участвовал в Австрийской кампании в составе резервной кавалерии маршала Бессьера, отличился в сражениях при Эберсберге и Эсслинге, где получил тяжёлое пулевое ранение и был захвачен в плен австрийскими уланами. После освобождения 12 июля 1809 года был назначен губернатором Военной академии пажей.
30 июня 1810 года стал командиром Элитной жандармерии Императорской гвардии. В 1811 году командовал мобильной колонной, занятой поисками конскриптов, уклонявшихся от призыва в армию.
Принимал участие в Русском походе 1812 года, командовал подразделениями гвардейских жандармов, перед вступлением Великой Армии в Москву именно ему Император приказал привести на Поклонную гору знатных людей столицы — «бояр». С 14 сентября 1812 года командовал гарнизоном Москвы.
Участвовал в Саксонской кампании 1813 года. 18 мая был назначен губернатором Дрездена, и попал в плен 11 ноября при капитуляции 14-го армейского корпуса маршала Сен-Сира.
В мае 1814 года возвратился во Францию и оставался без служебного назначения. Во время «Ста дней» присоединился к Императору и 26 марта возглавил Национальную гвардию Парижа. 21 апреля вновь стал адъютантом Императора. 2 июня 1815 года — пэр Франции. 1 июля — командующий Национальной гвардии Парижа.
После второй Реставрации был отстранён от всех должностей. 1 января 1816 года вышел в отставку и проживал в деревне Саморо. Возвратился к активной службе после Июльской революции 1830 года. С 27 ноября 1830 года по 3 октября 1837 года — член Палаты депутатов от департамента Сена и Марна, 3 октября 1837 года — пэр Франции, с 20 апреля 1832 года по февраль 1848 года — адъютант короля Луи-Филиппа.
Умер 5 февраля 1849 года в Париже в возрасте 77 лет, похоронен на кладбище Пер-Лашез.

## Воинские звания
- Лейтенант (12 января 1792 года);
- Капитан (22 апреля 1792 года);
- Командир эскадрона (19 октября 1796 года);
- Полковник (27 июля 1799 года, утверждён 2 августа 1804 года);
- Бригадный генерал (24 декабря 1805 года);
- Дивизионный генерал (16 апреля 1809 года).

## Титулы
- Граф Дюронель и Империи (фр. comte Durosnel et de l'Empire; декрет от 19 марта 1808 года, патент подтверждён 24 апреля 1808 года).

## Награды
Легионер ордена Почётного легиона (11 декабря 1803 года)
 Офицер ордена Почётного легиона (14 июня 1804 года)
 Коммандан ордена Почётного легиона (14 мая 1807 года)
 Кавалер баварского ордена Льва (29 июня 1807 года)
 Великий офицер ордена Почётного легиона (30 июня 1811 года)
 Кавалер датского ордена Слона (1811 год)
 Кавалер военного ордена Святого Людовика (13 августа 1814 года)
 Большой крест ордена Почётного легион (27 мая 1832 года)